# Bonsecours
Bonsecours – miejscowość i gmina we Francji, w regionie Normandia, w departamencie Sekwana Nadmorska. Przez miejscowość przepływa Sekwana. 
Według danych na rok 1990 gminę zamieszkiwało 6898 osób, a gęstość zaludnienia wynosiła 1835 osób/km² (wśród 1421 gmin Górnej Normandii Bonsecours plasuje się na 42. miejscu pod względem liczby ludności, natomiast pod względem powierzchni na miejscu 788.).